# 사우스샌드위치 해구

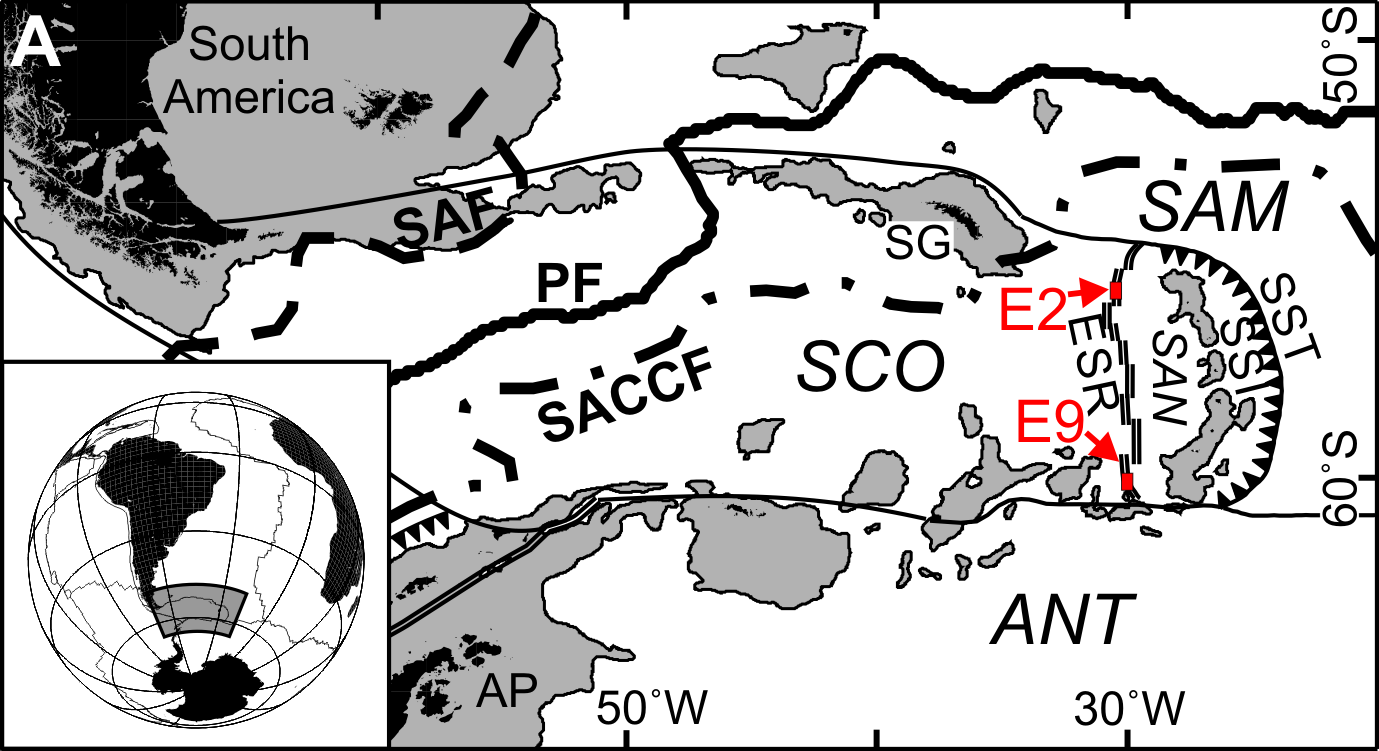
사우스샌드위치판의 지도

사우스샌드위치 해구(South Sandwich Trench)는 남대서양의 깊은 화산해구이며 사우스샌드위치 제도의 동쪽으로 100킬로미터에 위치한다. 남대서양에서 가장 깊은 해구이자 푸에르토리코 해구에 이어 대서양에서 두 번째로 깊은 해구이다. 남위 60도의 남쪽으로 뻗어있기 때문에 남극해의 가장 깊은 지점을 포함하기도 한다.
해구 전반에서 가장 깊은 지점은 미티어 해연이며 2019년 2월 이전의 지점은 55°25.12′S 26°24.28′W, 깊이 8,202미터로 식별되었다.
이 해구의 길이는 965미터이며 최대 깊이는 해발 밑 8,266미터이다.

## 같이 보기
- 남극
- 스코샤해

## 참고 자료
- Structural evolution of the Scotia Sea floor during paleogene-quaternary period (West Antarctic)
- “South Sandwich Islands, southern Atlantic Ocean”. 《Volcano World》. Oregon State University. 10 July 2008에 원본 문서에서 보존된 문서. 19 November 2013에 확인함.
- Patrick, Matthew R.; Smellie, John L.; Harris, Andrew J. L.; Wright, Robert; Dean, Ken; Izbekov, Pavel; Garbeil, Harold; Pilger, Eric (2004). “First recorded eruption of Mount Belinda volcano (Montagu Island), South Sandwich Islands”. 《Bulletin of Volcanology》 67 (5): 415–422. doi:10.1007/s00445-004-0382-6. S2CID 54187857.